# École supérieure des communications de Tunis
L'École supérieure des communications de Tunis (arabe : المدرسة العليا للمواصلات بتونس), surnommée Sup'Com, est une grande école d'ingénieurs située à Tunis (Tunisie). Elle est considérée comme « la principale école de formation d'ingénieurs en télécommunications de Tunisie » par la Conférence des grandes écoles, dont elle est membre.
Fondée en 1998 afin de remplacer l'École supérieure des postes et des télécommunications de Tunis (ESPTT), fondée en 1973 et disparue à la suite d'une réforme, elle est placée en 2004 sous la double tutelle du ministère de l'Enseignement supérieur et de la Recherche scientifique et du ministère des Technologies de la communication.
Elle forme des ingénieurs en TIC en formation initiale et en formation continue. Elle a aussi des activités de recherche et développement. Son prédécesseur, l'ESPTT, avait pour vocation la formation des cadres travaillant dans le secteur des télécommunications et plus précisément la Poste tunisienne.
Située dans le pôle des technologies de la communication d'El Ghazala (gouvernorat de l'Ariana), elle est rattachée à l'université de Carthage.

## Diplômes
Sup'com est habilitée à délivrer les diplômes suivants :
- Diplôme national d'ingénieur en télécommunications : études sur trois ans durant lesquelles le futur ingénieur apprend ce qui est nécessaire pour entamer sa carrière dans une entreprise de télecommunications[6] ;
- Master spécialisé en technologies de l'information et de la communication[7] ;
- Master en télécommunications : études en tronc commun sur trois semestres à l'issue desquels les étudiants ont le choix entre les options « Réseaux », « Contenu multimédia », « Circuits et systèmes des réseaux télécom » et « Système de transmission à haut débit » [8],[9] ;
- Diplôme de doctorat en technologies de l'information et de la communication[10] ;
- Habilitation universitaire en technologies de l'information et de la communication[11].

Chaque année, l'école délivre environ 130 diplômes d'ingénieurs, 40 diplômes de mastères et 15 diplômes de doctorat.

## Ouverture internationale
Sup'com est ouverte à l'international, en particulier à l'Europe et au Maghreb, et notamment avec les principales instances de recherche françaises tels que l'Institut national de recherche en informatique et en automatique et le Centre national de la recherche scientifique.
L'école compte dans chacune de ses promotions des étudiants étrangers parmi ses élèves-ingénieurs.
Parmi les autres établissements partenaires, on peut trouver :
- Institut national des postes et télécommunications ( Maroc)
- Institut des télécommunications de Hanovre ( Allemagne)
- Polytechnique Montréal ( Canada)
- INRS-Énergie, Matériaux et Télécommunications ( Canada)
- Université de Vigo ( Espagne)
- Université de technologie de Tampere ( Finlande)
- Institut national de recherche en informatique et en automatique ( France)
- Université de science et de technologie de Hong Kong ( Hong Kong)
- École polytechnique de Turin ( Italie)
- Institut supérieur technique de Lisbonne ( Portugal)
- Institut supérieur d'ingénierie de Porto ( Portugal)
- École polytechnique fédérale de Lausanne ( Suisse)

## Admission
L'admission à Sup'com se fait par l'intermédiaire d'un concours national d'entrée en écoles d'ingénieurs mais aussi via un processus de sélection sur dossier des meilleurs étudiants issus de licences d'un établissement d'enseignement supérieur tunisien.